# Паласиос, Фермин
Фермин Паласиос Ульоа (исп. Fermín Palacios Ulloa) — сальвадорский политик, четыре раза временно стоявший во главе государства.

## Биография
Впервые Фермин Паласиос возглавлял страну в 1844 году, в течение семи дней (с 1 по 7 февраля). Это был период, когда в Законодательной Ассамблее за пост главы государства шла жестокая борьба между теми, кто поддерживал генерала Франсиско Малеспина, и теми, кто поддерживал епископа Сан-Сальвадора Хорхе де Витери-и-Ундо; Паласиос оказался удобной временной фигурой, устраивавшей обе стороны. В итоге победили сторонники Малеспина.
15 февраля 1845 года вице-президент Хоаким Эуфрасио Гусман объявил отсутствующего президента Малеспина низложенным; на время проведения новых президентских выборов во главе страны был вновь поставлен Фермин Паласиос. 25 апреля Гусман вступил в должность президента страны.
Гусман выступал за свободные президентские выборы, и на время их проведения вновь передал 1 февраля 1846 года свой президентский пост Фермину Паласиосу. Новым президентом страны 21 февраля был избран Эухенио Агилар. Это был сложный период в истории страны, и 12 июля Агилар передал президентский пост Паласиосу, но уже 21 июля вновь вернул его себе.